# سلارجوس
سلارجوس (به ایتالیایی: Selargius) یک کومونه در ایتالیا است که در استان کالیاری واقع شده‌است.

## خصوصیات
سلارجوس ۲۶٫۷ کیلومترمربع مساحت و ۲۹٬۱۶۹ نفر جمعیت دارد و ۱۰ متر بالاتر از سطح دریا واقع شده‌است.